# Ана-Лена Гренефелд
Ана-Лена Гренефелд (4. јун 1985, Нордхорн, Доња Саксонија, Немачка) је немачка тенисерка, која се професионално бави тенисом од 2003. године. Најбољу позицију на ВТА листи достигла је 17. априла 2006. године, када је заузела 14. место. У каријери је освојила једну титулу у појединачној, и девет титула у конкуренцији женских парова.

## Приватни живот
Ана-Лена Гренефелд почела је да игра тенис са пет година, на шта ју је подстакао отац Ханс, по занимању хирург. Њена мајка, Марија, ради као професор, а има и два брата, Филипа и Бастијана.
Њен омиљени турнир је Ролан Гарос, а узор у тенису земљакиња Штефи Граф. Осим тениса, воли спортове као што су фудбал и кошарка.

## Каријера
Ана-Лена Гренефелд у професионалне тениске воде упустила се 2003. године, као прва јуниорка света у 2002. години. 2002. је освојила неколико престижних јуниорских турнира, укључујући Оринџ боул и Отворено првенство Француске. Такође се пласирала у финале Вимблдона за јуниоре.
Године 2006., заједно са Николом Кифером представљала је Немачку на Хопман купу. Те године је освојила и своју прву титулу, на турниру у Акапулку, савладавши у финалу Италијанку Флавију Пенету. Претходно је, 2005. године, играла три финала, али је у сва три изгубила (Кончита Мартинез ју је поразила у Патаја Ситију, Марија Кириленко у Пекингу, а Ким Клајстерс у Луксембургу). 2006. постигла је и најбољи резултат на гренд слем турнирима, четвртфинале Ролан Гароса, у ком ју је поразила Жистин Енен. Након овог турнира, достигла је и своју најбољу позицију на ВТА листи у каријери, 14. место, али је њен успех био кратког века. Након лоших резултата на турнирима, разишла се са тренером Рафаелом де Мором и на његово место довела Дирка Дајера.
Лошу форму из друге половине 2006. наставила је и 2007, када је на пет узастопних турнира поражена у првом колу. По први пут још од 2004. године, Гренефелд није била међу првих сто тенисерки планете. 20. августа 2007. је објавила да се повлачи из тениса на неко време, најавивши повратак 2008. године. 2008. се враћа тенису и осваја четири ИТФ турнира. Такође је тријумфовала на два ВТА турнира у конкуренцији женских парова, играјући са Пати Шнидер и Вањом Кинг.
Почетком 2009. године, Гренефелд и Вања Кинг освојиле су у пару Бризбејн интернашонал. Гренефелд је учествовала у првом колу Отвореног првенства Аустралије у појединачној конкуренцији, али ју је већ у првом колу савладала британска тенисерка Елена Балтача. Такође је, заједно са Пати Шнидер, стигла до четвртфинала у конкуренцији женских парова, али су их поразиле Франческа Скјавоне и Кејси Делаква.

## ВТА финала

### Појединачно

#### Победа (1)
| Легенда              |
| Гренд слем (0)       |
| ВТА шампионат (0)    |
| Олимпијско злато (0) |
| Тијер I (0)          |
| Тијер II (0)         |
| Тијер III (1)        |
| Тијер IV (0)         |
| Премијер (0)         |
| Интернашонал (0)     |

| Бр. | Датум         | Турнир        | Локација          | Подлога | Противница у финалу | Резултат      |
| 1.  | 5. март 2006. | Акапулко опен | Акапулко, Мексико | Шљака   | Флавија Пенета      | 6—1, 4—6, 6—2 |

#### Порази (3)
| Бр. | Датум               | Турнир             | Локација               | Подлога | Противница у финалу | Резултат      |
| 1.  | 31. јануар 2005.    | Патаја женски опен | Патаја Сити, Тајланд   | Тврда   | Кончита Мартинез    | 3—6, 6—3, 3—6 |
| 2.  | 19. септембар 2005. | Кина опен          | Пекинг, Кина           | Тврда   | Марија Кириленко    | 3—6, 4—6      |
| 1.  | 26. септембар 2005. | Фортис шампионат   | Луксембург, Луксембург | Тепих   | Ким Клајстерс       | 2—6, 4—6      |

### Парови

#### Победе (9)
| Легенда              |
| Гренд слем (0)       |
| ВТА шампионат (0)    |
| Олимпијско злато (0) |
| Тијер I (1)          |
| Тијер II (3)         |
| Тијер III (3)        |
| Тијер IV (1)         |
| Премијер (0)         |
| Интернашонал (1)     |

| Бр. | Датум               | Турнир                | Локација             | Подлога | Партнерка           | Противнице у финалу                      | Резултат         |
| 1.  | 6. фебруар 2005.    | Патаја женски опен    | Патаја Сити, Тајланд | Тврда   | Марион Бартоли      | Марта Домаховска Силвија Талаја          | 6—3, 6—2         |
| 2.  | 21. август 2005.    | Канада опен           | Торонто, Канада      | Тврда   | Мартина Навратилова | Кончита Мартинез Вирхинија Руано Паскуал | 5—7, 6—3, 6—4    |
| 3.  | 18. септембар 2005. | Висмилак интернашонал | Бали, Индонезија     | Тврда   | Меган Шонеси        | Ци Јен Ђе Џенг                           | 6—3, 6—3         |
| 4.  | 4. март 2006.       | Акапулко опен         | Акапулко, Мексико    | Шљака   | Меган Шонеси        | Шинобу Асагое Емили Лоа                  | 6—1, 6—3         |
| 5.  | 30. јул 2006.       | Станфорд опен         | Станфорд, САД        | Тврда   | Шахар Пер           | Марија Елена Камерин Жисела Дулко        | 6—1, 6—4         |
| 6.  | 12. јануар 2007.    | Медибанк интернашонал | Сиднеј, Аустралија   | Тврда   | Меган Шонеси        | Марион Бартоли Мејлен Ту                 | 6—3, 3—6, 7—6(2) |
| 7.  | 5. октобар 2008.    | Велика награда Поршеа | Штутгарт, Немачка    | Тврда   | Пати Шнидер         | Квјета Пешке Рене Стабс                  | 7—6(3), 6—4      |
| 8.  | 2. новембар 2008.   | Бел челинџ            | Квебек, Канада       | Тврда   | Вања Кинг           | Џил Крејбас Тамарин Танасугарн           | 7—6(3), 6—4      |
| 9.  | 10. јануар 2009.    | Бризбејн интернашонал | Бризбејн, Аустралија | Тврда   | Вања Кинг           | Клаудија Јанс Алицја Росолска            | 3—6, 7—5, 10—6   |